# Hjärtasjön, Skåne
Hjärtasjön är en sjö i Osby kommun i Skåne och ingår i Skräbeåns huvudavrinningsområde. Sjön är 7 meter djup, har en yta på 0,202 kvadratkilometer och är belägen 121,1 meter över havet. Vid provfiske har bland annat abborre, gädda, mört och sarv fångats i sjön.

## Delavrinningsområde
Hjärtasjön ingår i det delavrinningsområde (624920-140695) som SMHI kallar för Inloppet i Vielången. Medelhöjden är 123 meter över havet och ytan är 19,14 kvadratkilometer. Räknas de 4 avrinningsområdena uppströms in blir den ackumulerade arean 73,02 kvadratkilometer. Avrinningsområdets utflöde Skräbeån mynnar i havet. Avrinningsområdet består mestadels av skog (69 procent). Avrinningsområdet har 0,2 kvadratkilometer vattenytor vilket ger det en sjöprocent på 1,1 procent. Bebyggelsen i området täcker en yta av 1,82 kvadratkilometer eller 10 procent av avrinningsområdet.

## Fisk
Vid provfiske har följande fisk fångats i sjön:
- Abborre
- Gädda
- Mört
- Sarv
- Sutare